# Iris (singel)
Iris – wydana na singlu ballada rockowa amerykańskiego zespołu alternatywnego Goo Goo Dolls, którą skomponował gitarzysta i wokalista grupy, Johnny Rzeznik. Oryginalnie napisana do ścieżki dźwiękowej filmu z 1998 roku Miasto aniołów, pojawiła się także na szóstym albumie grupy, Dizzy Up the Girl. Przez osiemnaście tygodni utrzymywała się na szczycie Billboard Hot 100 Airplay, co stanowi rekord tego notowania. W 41. edycji Nagrody Grammy (1999) „Iris” otrzymała nominacje w kategoriach „Record of the Year” („Nagranie Roku”) i „Best Pop Performance by a Duo or Group” („Najlepsze Popowe Wykonanie Duetu Lub Grupy”), a także „Song of the Year” („Piosenka Roku”).
Utwór był kilkakrotnie wykonywany w polskich audycjach typu talent show: w Idolu, w X Factorze, a także w etapach na żywo oraz w bitwach programu The Voice of Poland. Był również wykorzystany w oryginale jako podkład muzyczny w programie You Can Dance – Po prostu tańcz!.

## Spis utworów na singlu
1. „Iris (Album Edit)” – 4:54
2. „Lazy Eye” – 3:48
3. „I Don’t Want To Know” – 3:37